# Noci (Italia)
Noci (I Nusce in dialetto nocese) è un comune italiano di 18 096 abitanti della città metropolitana di Bari, in Puglia. Sorge sulle Murge meridionali e della Terra dei Trulli, comprensorio turistico dei trulli e delle grotte. Ha fatto parte della Comunità montana della Murgia Barese Sud-Est.

## Geografia fisica

### Territorio
(Raffaele Nigro, Viaggio in Puglia, Laterza, Bari 2009, pag. 96)
Noci si trova a metà strada tra Bari e Taranto, su una collina delle Murge barese a 420 metri s.l.m. L'altezza di tutto il territorio nocese, che ha una superficie di 148,82 km², varia dai 331 metri s.l.m, nella parte nord-ovest, ai 470 metri di Monte Carello, nella parte nord-orientale. Il patrimonio boschivo è indubbiamente uno degli elementi naturalistici più caratterizzanti. Il fragno (Quercus trojana) ha rappresentato l'unica ed immediata risorsa ambientale dei primi coloni; oggi i boschi, un tempo largamente diffusi nel territorio e abbattuti in larga misura tra XVII e XVIII secolo, occupano circa il 20% dell'intero territorio comunale e sono costituiti per il 90% da fragno.
Il territorio comunale confina a nord con il comune di Putignano, a nord est con il comune di Castellana Grotte, a ovest con il comune di Gioia del Colle, a sud con il comune di Mottola (TA) e a est con il comune di Alberobello.
La legge regionale n. 19 del 24 luglio 1997 individuò quale "area naturale protetta e avente interesse naturalistico", nonché "ambientale e paesaggistico" la zona di Barsento nella quale venne inclusa Noci. Tra i comuni interessati dalla porzione vi sono Putignano, Alberobello, Monopoli e Castellana Grotte.
L'area fa parte inoltre della cosiddetta "Murgia dei Trulli", territorio caratterizzato dalla presenza di tipiche architetture e
strutture rurali, trulli e masserie. Il comune di Noci, per la sua altitudine superiore alla media dei comuni limitrofi, rientra nella zona della comunità montana della Murgia Barese Sud-Est.

### Clima
La breve distanza da due mari (25 km dall'Adriatico e 32 km dallo Ionio) determina la mitezza del clima, che pure è posta in area collinare. L'area geografica di riferimento, quella della Murgia barese sud-est, è definita zona "caldo temperata", in quanto la temperatura media del mese più freddo, in genere gennaio, è di 6,5 °C, ossia compresa fra –3 e 16 °C.
L'estate, invece, è spesso calda e asciutta (clima mediterraneo), con siccità estiva. La temperatura media, infatti, è attorno ai 15-16 °C, con minimi termici nelle notti invernali che scendono raramente al di sotto di 3° e con massimi di 30°-35° nei meriggi di agosto. La piovosità, accentrata nell'autunno e nell'inverno, registra una media annua di 720 mm circa. In quanto esposta direttamente ai gelidi venti orientali e in virtù della considerevole altitudine sono frequenti gli episodi nevosi. Il manto nevoso può a volte raggiungere quasi 50 cm come avveniva a fine dicembre 2014 e all'inizio di marzo 1987.

## Storia

### Le origini normanne
Un'antica lezione storiografica risalente allo storico locale Pietro Gioja (1801-1865), legava le origini della città pugliese agli anni della seconda metà del VI secolo quando, per volere del capitano Conone e su mandato dell'imperatore Giustino II, sulla collina dove attualmente sorge Noci, sarebbe stata eretta una cittadella di carattere militare (Castellum Nucum). La notizia sarebbe stata confermata, secondo il Gioja, dalla testimonianza del vescovo di Bisceglie, Pompeo Sarnelli il quale, in un documento del 1680 specifica che "In questo tempo il duce Tulliano [...] edificò [cioè nel 591] [...] ne' Monti Appennini del Castello delle Noci la Badia di Barsento de' Monaci di S. Equizio". Più verosimile nondimeno che la fondazione della città sia da ascrivere ai tempi della dominazione normanna. Il primevo nucleo cittadino risalirebbe ad una torre normanna (o sveva) poi convertita nel campanile dell'attuale collegiata nocese (di essa si conserva traccia nel basamento e in una feritoia rinvenuti all'interno della torre campanaria).
Tra i primi documenti a fornirci notizia dell'abitato, ve n'è uno risalente al 1188, anno in cui l'arcivescovo Rainaldo di Bari, per incarico di papa Alessandro III riconosce e giudizialmente definisce soggetta alla giurisdizione del vescovo Cafisio di Conversano la città di Rutigliano; contestualmente il vescovo elenca le singole località sottopostegli, tra cui Sanctam Mariam de Nucibus. Tra le prime testimonianze documentali del periodo svevo ve n'è una contenuta nello Statutum de reparatione castrorum, risalente al 1240, anno in cui l'imperatore Federico II di Svevia ingiunge agli uomini del casale di Santa Maria delle Noci di partecipare alla manutenzione del castello di Ruvo: Castrum Rubi [reparari potest] per homines Rubi, Biticti, Binetti, S. Nicandri, Monturoni, Lusicii, Canniti, Pali et S. Marie de Nocibus.
All'ingrandimento del nucleo fortificato originario contribuì, secondo una vecchia tradizione storiografica, il trasferimento degli abitanti dei vicini borghi di Barsento e Casaboli, antichi centri abitati, che appaiono completamente disabitati nel XV secolo (come risulterebbe in un documento del 1481, in cui si allude a "locis inhabitatis Casabolae") e, secondo una versione ormai smentita dallo storico Pasquale Gentile, distrutti nel 1040 per iniziativa del duca Rainero de Fumis, signore di Mottola, per punire i due centri di aver tentato di rendersi indipendenti. In realtà il fatto che almeno Casaboli esistesse ancora (e fosse florido) in questi anni è attestato dalla donazione da parte del conte normanno Goffredo ai Benedettini di Santo Stefano di Monopoli nel 1086-1088 e, un secolo dopo, da un diploma del 1169 che registra la donazione feudale di Roberto Altavilla conte di Loretello all'abate del medesimo monastero.
Da un atto di vendita privato rogato in Conversano si evince che nel 1218 Noci, o meglio la sua chiesa, è retta da un abate, di nome Maraldizzo.

### Epoca angioina e aragonese

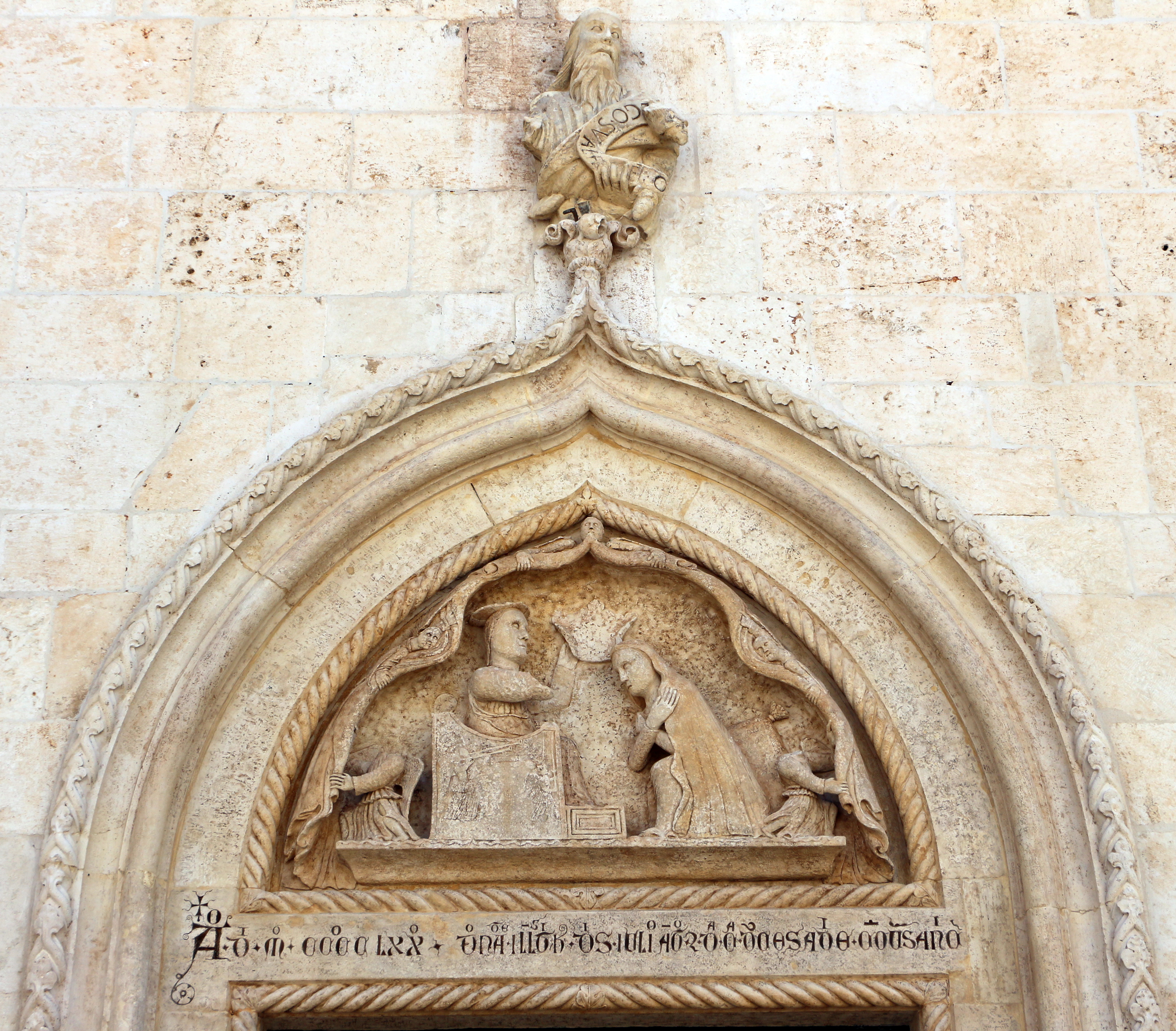
Lunetta del portale della collegiata, recante data 1470, con iconografia dell'incoronazione della Vergine da parte di Cristo

Sotto il dominio angioino la comunità, ovvero quello che in quest'epoca è qualificabile come locus, conosce un decisivo sviluppo. Ne sono testimonianza le architetture civili (archi lunati nelle vie del centro antico) e religiose (cappella della Santissima Trinità nella Collegiata) erette in quest'epoca.
Da ritenersi certamente spuria la notizia di un'eventuale fondazione da parte del principe di Taranto Filippo I d'Angiò nel 1316 (in quel tempo impegnato in guerra in nord Italia). Sotto i sovrani francesi fu interessata da un programma di pianificazione economica e difensiva inserita nel contesto di rafforzamento degli insediamenti urbani del Principato tarantino (si pensi ai centri vicini di Martina Franca e Francavilla), lasciati indeboliti dalla dominazione normanno-sveva. Risalirebbe regno di Giovanna I la realizzazione o quantomeno l'inizio della edificazione della cinta muraria.
Le Cedole Angioine, registri di tassazione reali, attestano che nel 1340 il casale è sottoposto a tassazione. Nel 1372, anno dell'edificazione di una torre commissionata dal feudatario Ludovico d'Enghien, il paese inizia ad essere attestato invece come "terra", ovvero città fortificata, non più come casale. Giannantonio Orsini Del Balzo (1386-1463) proseguì in quest'opera di rafforzamento, attuando presumibilmente il decollo urbano della città con la costruzione (o ultimazione) delle mura. Secondo un'altra versione storiografica l'edificazione del sistema murario sarebbe da anticipare agli anni tra il 1347 e il 1372 (anno in cui la terra nocese cessa di identificarsi come casale) e da attribuire a Gualtieri VI di Brienne.

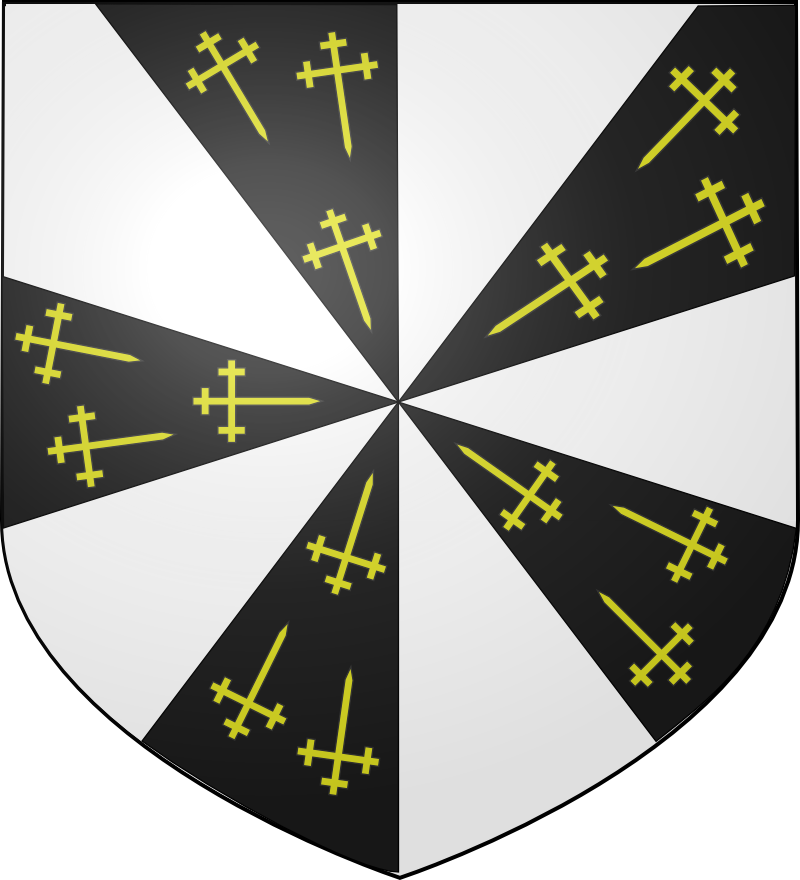
Stemma familiare del casato d'Enghien.

All'interno del processo di appropriamento del demanio, Noci ottiene il riconoscimento di universitas, che nel gergo curialesco del tempo indicava l'istituzione comunale (lo status di "terra" serba in sé quello di "universitas" indicante la totalità delle terre accanto all'"universitas hominum"). A partire da quest'epoca, essendo divenuta "terra", assume la configurazione di piccolo centro urbano, con un pubblico consesso civico in cui spicca la figura del sindaco, primo tra pari nel governo del paese. La costruzione delle mura svolge una importante funzione attrattiva verso i casali vicini, che si spopolano progressivamente a favore della terra nocese per divenire disabitati sul finire del XV secolo.
Nel 1407 re Ladislao I concede alla comunità che si era ribellata al dominio della contessa di Conversano Margherita del Balzo (1394-1469) lo scioglimento dai vincoli feudali e il rango di città regia attraverso il Diploma delle franchige, ponendo fine alla soggezione feudale e sancendo il trasferimento della terra tra i possedimenti della corona. Alla morte di Ladislao, è tuttavia conquistata da Antonio e Giacomo Caldora che nel 1440 la consegnano ad Antonio Orsini del Balzo. Al 1417 risale l'istituzione del capitolo collegiale della chiesa nocese a seguito di una bolla di Martino V (zio di Giannantonio Orsini).
Dopo essere stata retta da Giannantonio, a partire dal 1440 la terra venne ceduta in dote alla figlia di quest'ultimo Caterina nel 1456 con l'assenso di Alfonso d'Aragona.
Tra XIV e XV secolo il nucleo abitativo si trova inserito in un arco territoriale a cavaliere tra il Principato di Taranto (entità feudale formalmente autonoma inclusa nel regno napoletano) e la contea conversanese. L'area in questione in cui insisteva la terra nocese era dominata dai possedimenti legati all'Ordine degli Ospitalieri di San Giovanni, di cui fanno parte Putignano, Locorotondo, Fasano e Casaboli stessa feudo dell'abbazia di Santo Stefano di Monopoli. La cintura dei casali ospitalieri fungeva da cuscinetto tra la regione dei conti conversanesi e il territorio dei principi di Taranto. Gualtieri VI di Brienne (1302-1356), conte di Conversano, a più riprese negli anni trenta del XIV secolo aveva condotto scorrerie nei territori dell'Ordine, non colpendo tuttavia Noci, che rimaneva soggetto alla contea di Conversano.

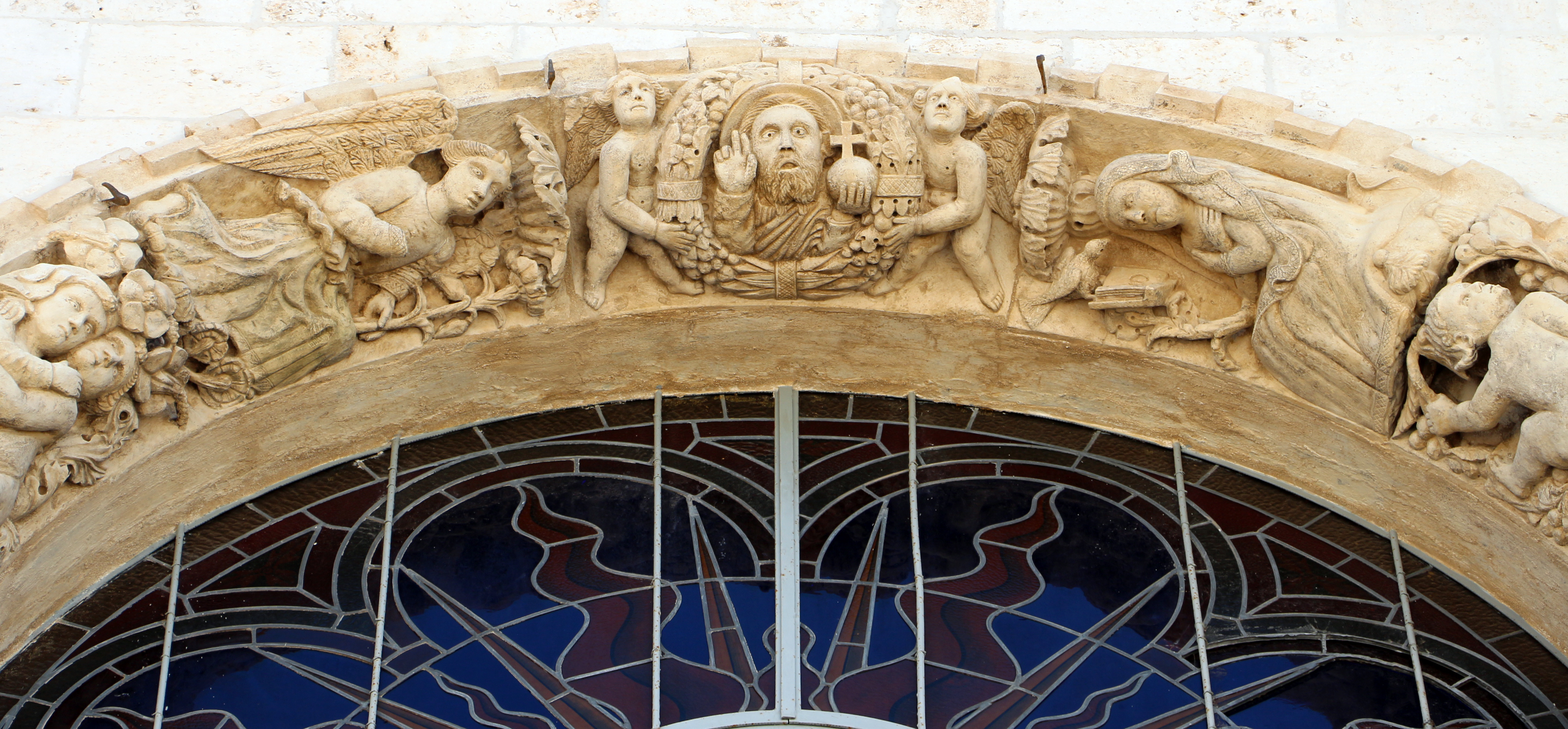
Conci centrali del rosone della Chiesa della Natività realizzati a bassorilievo, fine XV secolo.

Il matrimonio di Caterina Orsini Del Balzo, figlia del principe di Taranto Giovannatonio, con Giulio Antonio I Acquaviva d'Aragona, conte di Conversano, nel 1456, segnò il trasferimento di Noci agli Aquaviva-d'Aragona, unitamente ai feudi di Bitonto, Bitetto, Gioia del Colle, Cassano Murge, Casamassima, Turi, Polignano a Mare, Martina Franca e Montrone, rientranti nella contea di Conversano (ricevuta in dote da Caterina da parte del padre). Da allora rimase fino alla soppressione della feudalità nel 1806 sotto il dominio feudale della famiglia Acquaviva d'Aragona. Caterina, contessa di Conversano e Giulio Antonio, duca d'Atri, nel 1470 fanno eseguire lavori di ampliamento nella Chiesa della Natività. Come attestato da un'iscrizione nella lunetta del portale maggiore:
Ricorrenti nella storia dell'università nocese le lotte per l'acquisizione di un proprio territorio, condotte in particolare contro il vicino centro di Mottola. Le usurpazioni di terre mottolesi da parte dei nocesi si ripetono a più riprese nel corso dei secoli a partire dal XVI secolo conoscendo anche esiti sanguinosi. Altro fatto efferato della storia nocese è la conquista e il saccheggio operato dalle truppe di mercenari cappelletti di Fabrizio Maramaldo nel 1529, i quali dopo l'infruttuoso tentativo di assediare Monopoli, si volsero alle campagne circostanti colpendo Noci e Martina Franca. Al 1595 risale l'edificazione del palazzo pubblico destinato ad essere sede di un teatro e di una corte di giustizia, che funge da luogo di governo del rettore nominato dal conte di Conversano Adriano Acquaviva.

### Rivoluzione napoletana e restaurazione
La disputa con Mottola per la querelle degli usi civici del territorio tra i due paesi trova sistemazione solo a partire dal 1726 (quando il consigliere Matteo Ferrante scorpora e assegna a Noci una cospicua parte del territorio mottolese). Solo nel 1739 a Napoli tra l'università di Noci, il Duca di Martina Franca, il Conte di Conversano, l'università di Mottola, Castellana e Palagiano venne stipulato un accordo ("Instrumento di partaggio" o "di concordia") che garantiva alla comunità nocese gli usi civici e i diritti di parata e fida. Il patto attribuiva lo Ius comunale patrimoniale alla comunità cittadina sull'intero territorio comunale, garantendo alla stessa elevati vantaggi economici e oltretutto risolvendo una lunga contesa storica con il signore di Mottola. 

Durante la rivoluzione partenopea del 1799 Noci, che aveva dato i natali a uno degli artefici della stessa, Giuseppe Leonardo Albanese, membro del governo provvisorio della Repubblica, dopo aver dapprima rifiutato l'imposizione dell'"infame albero" delle libertà repubblicano, in seguito, minacciata dall’avanzata dei francesi in Terra di Bari dopo una violenta insurrezione, condita da alcuni scontri a fuoco e varie fucilazioni, si sottomise alla sua imposizione aderendo alla Repubblica, pur non essendovi mai state nella popolazione simpatie giacobine (ed anzi essendo rimasta l'adesione alla rivoluzione un fatto dapprima esclusivamente circoscritto al notabilato locale).
Noci è coinvolta anche nell'occupazione francese del regno di Napoli, divenendo residenza di Giuseppe Bonaparte e del presidio militare napoleonico nel 1806. Sotto il regno di Giuseppe, la legge del 2 agosto 1806 sopprime la feudalità colpendo duramente i feudatari delle campagne nocesi. Con la legge di soppressione degli ordini religiosi l'antico convento dei padri Domenicani è soppresso e sono confiscati i suoi beni e assegnati al demanio statale. Il convento dei frati Cappuccini fondato nel 1588 è invece abolito durante il periodo unitario. Dopo la restaurazione anche il paese è coinvolto nell'associazionismo segreto volto a combattere l'ordine seguito al Congresso di Vienna e a diffondere le idee liberali. Sulle diverse associazioni che si formano spicca la Vendita carbonara cui nel 1820 (anno in cui Ferdinando I concesse la Costituzione) aderiscono 78 nocesi.

### Età contemporanea
A Noci dopo l'unità d'Italia si attua una grande crescita demografica e un ampliamento delle terre di proprietà comunale. 
Durante la fine dell'Ottocento persiste ancora in tutta la Puglia il fenomeno del brigantaggio postunitario; particolarmente noti nella zona della Valle d'Itria sono i saccheggi compiuti dalle bande del brigante Pasquale Domenico Romano, sconfitto a Noci il 4 novembre 1862 dal Regio Esercito per poi essere ucciso nelle campagne di Gioia del Colle. In generale il fenomeno del brigantaggio verrà totalmente estirpato solamente nei primi del Novecento.

Nel 1911 diversi cittadini Nocesi si arruolano o sono chiamati a combattere la guerra italo-turca e quattro anni dopo nella prima guerra mondiale, conflitto in cui perirono 283 nocesi. 

Successivamente stessa situazione si riverifica nella guerra d'Etiopia, nella quale troverà la morte il generale nocese Francesco Positano e nella seconda guerra mondiale che si concluderà in Puglia nel settembre del 1943 con l'Operazione Slapstick e la conseguente liberazione di Noci. Tale operazione pose fine ad una guerra che uccise più di 150 abitanti tra internati nei campi di sterminio e soldati morti nel corso delle operazioni belliche. Il 16 Luglio 1948 il sindaco di Noci, Antonio Ricco, inaugura una delle prime piscine pubbliche del circondario nella zona della villa comunale del paese, un grande onore per un paese che non aveva ancora superato le ferite della guerra.

Negli anni sessanta-settanta il centro vive come tutta l'Italia il Miracolo economico italiano che porterà a un aumento sostanziale della popolazione ed inoltre alla costruzione di diverse infrastrutture tra cui l'ospedale inaugurato nel 1970 da Aldo Moro.

### Simboli

Stemma

Il Comune ha come emblema un robusto albero di noce sostenuto a sinistra da un leone.
Una descrizione più accurata dello stemma è fornita dal decreto del capo del governo datato 9 marzo 1935, nel quale il duce Benito Mussolini decreta di:
(D.C.G. del 9 marzo 1935)
Dietro la storia dello stemma comunale si celano traversie che attengono alla composizione grafica dello stesso. Il gonfalone ha infatti col tempo subito svariate modifiche e quello attualmente in uso, concesso con D.P.R. del 19 ottobre 1976, è conforme al decreto del 1935. Per quanto riguarda la descrizione e l'interpretazione simbolica delle figure è importante rilevare che il suddetto decreto altera la valenza storica del leone, presentatoci nella posizione di sostenere l'albero delle noci, in segno di forza, mentre, in origine, il leone rampante aveva rappresentato la nobile famiglia degli Acquaviva d'Aragona, Conti di Conversano, feudatari di Noci, che risiedevono in una casa di caccia ad Alberobello.
Il gonfalone è costituito da un drappo di verde.

## Monumenti e luoghi d'interesse

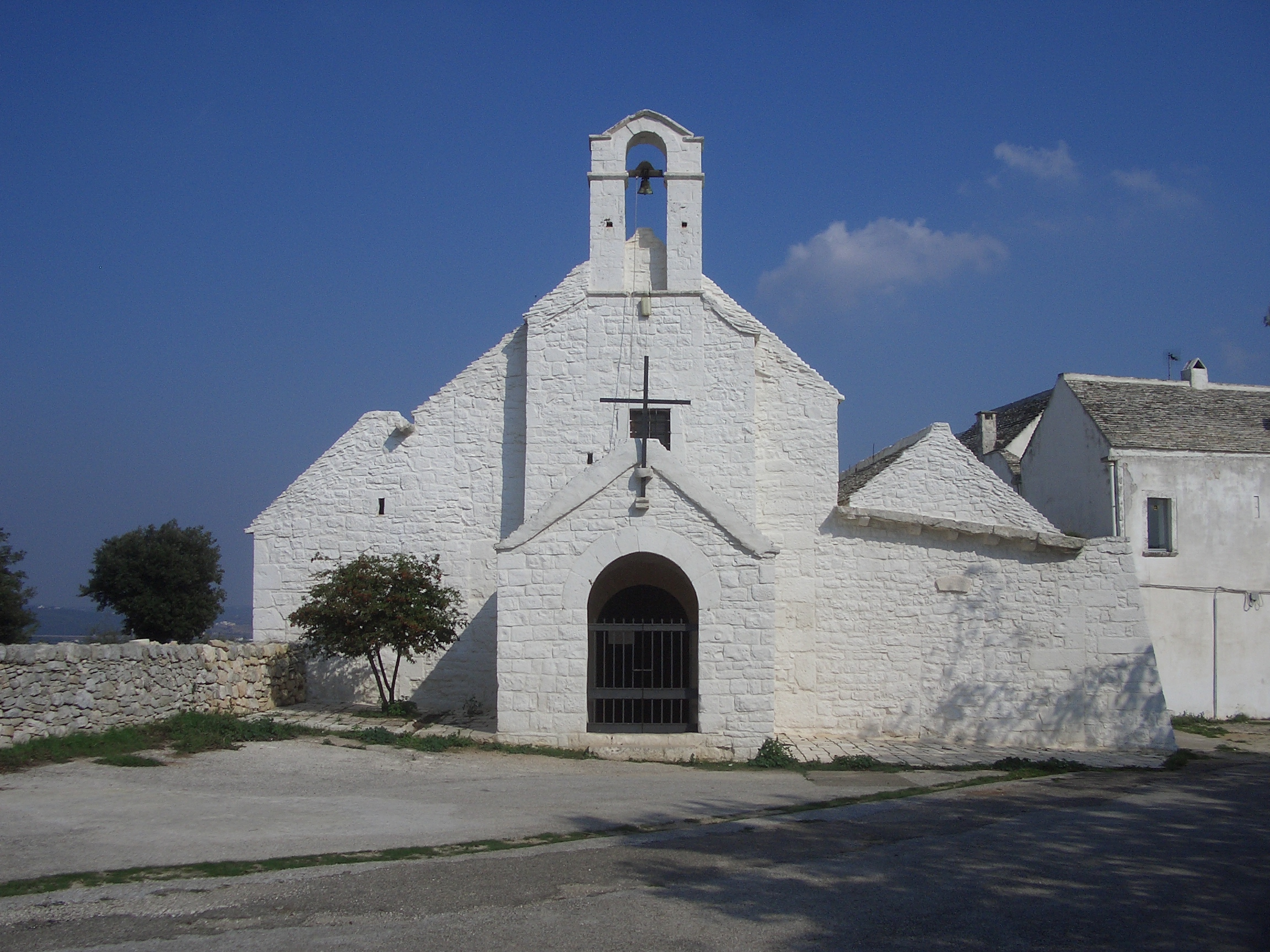
Chiesa di Barsento, presso il luogo dove sorgeva l'antico casale di Barsento, di fondazione anteriore a quella di Noci e secondo alcuni studiosi in origine abitato da popolazioni messapiche.

(Raffaele Nigro, Viaggio in Puglia)

### Chiesa di Santa Maria di Barsento
La chiesa abbaziale di Barsento fu fatta costruire secondo la leggenda per i monaci di sant'Equizio abate da papa Gregorio Magno nel 591. La presenza di un elemento autoctono pre-romanico, ossia l'architettura dei trulli, ha fatto supporre allo studioso Franscesco D'Andria che l'origine della chiesa fosse da far risalire alla dominazione longobarda (fine VIII-inizi IX secolo).
Altri studiosi confermano questa tesi, mentre Gioia Bertelli, la cui tesi è la comunemente più accettata, rinvenendo nella chiesa elementi del periodo romanico ha dilatato l'epoca di edificazione ai secoli XI-XII (sottolineando che il monumento non presenta alcuna caratteristica architettonica tale da farlo ritenere una costruzione realizzata nell'alto Medioevo). La costruzione si erge in posizione dominante in cima ad una collinetta affacciata sul canale di Pirro (440 m s.l.m.), a circa 6 km dall'abitato.

### Chiesa dei Cappuccini

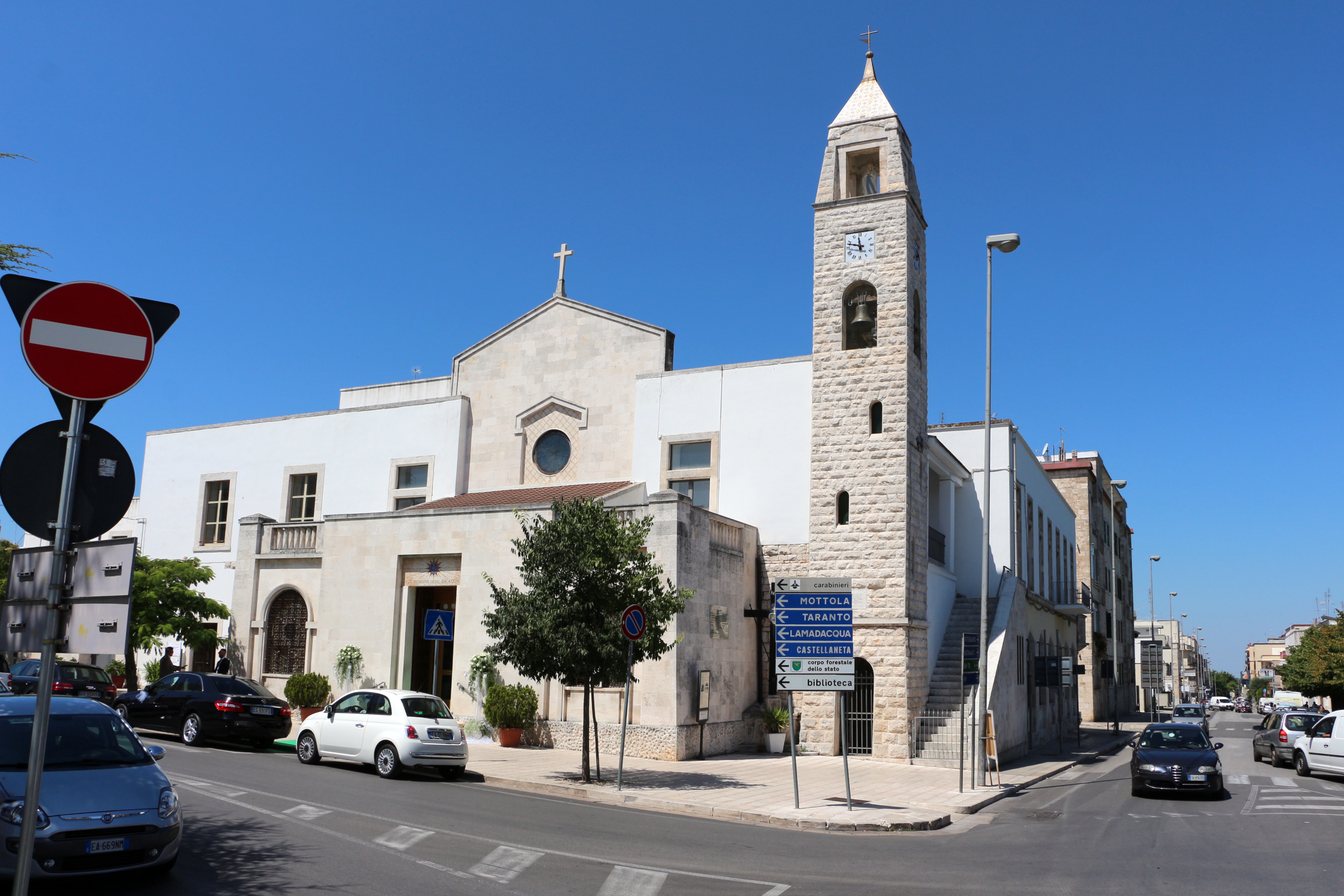
La chiesa dei Cappuccini

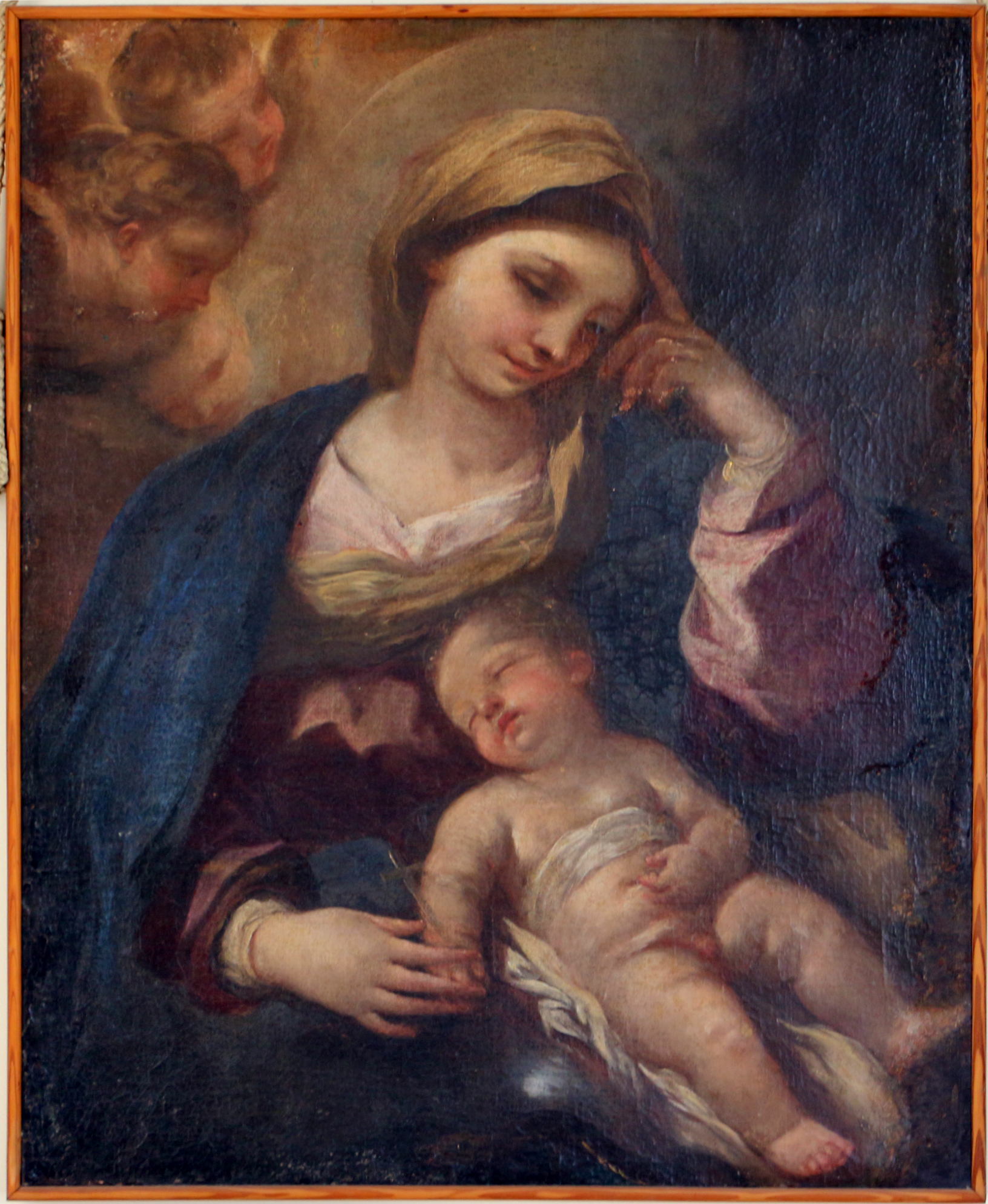
Madonna col Bambino, opera di Luca Giordano

La chiesa detta dei Cappuccini, perché risultante dalle modifiche otto-novecentesche realizzate sul vecchio convento francescano fondato nel XVI secolo, è intitolata al Santissimo Nome di Gesù. Ospita nella sagrestia una tela seicentesca attribuita a Luca Giordano raffigurante la Vergine.

### Chiesa matrice di Santa Maria della Natività

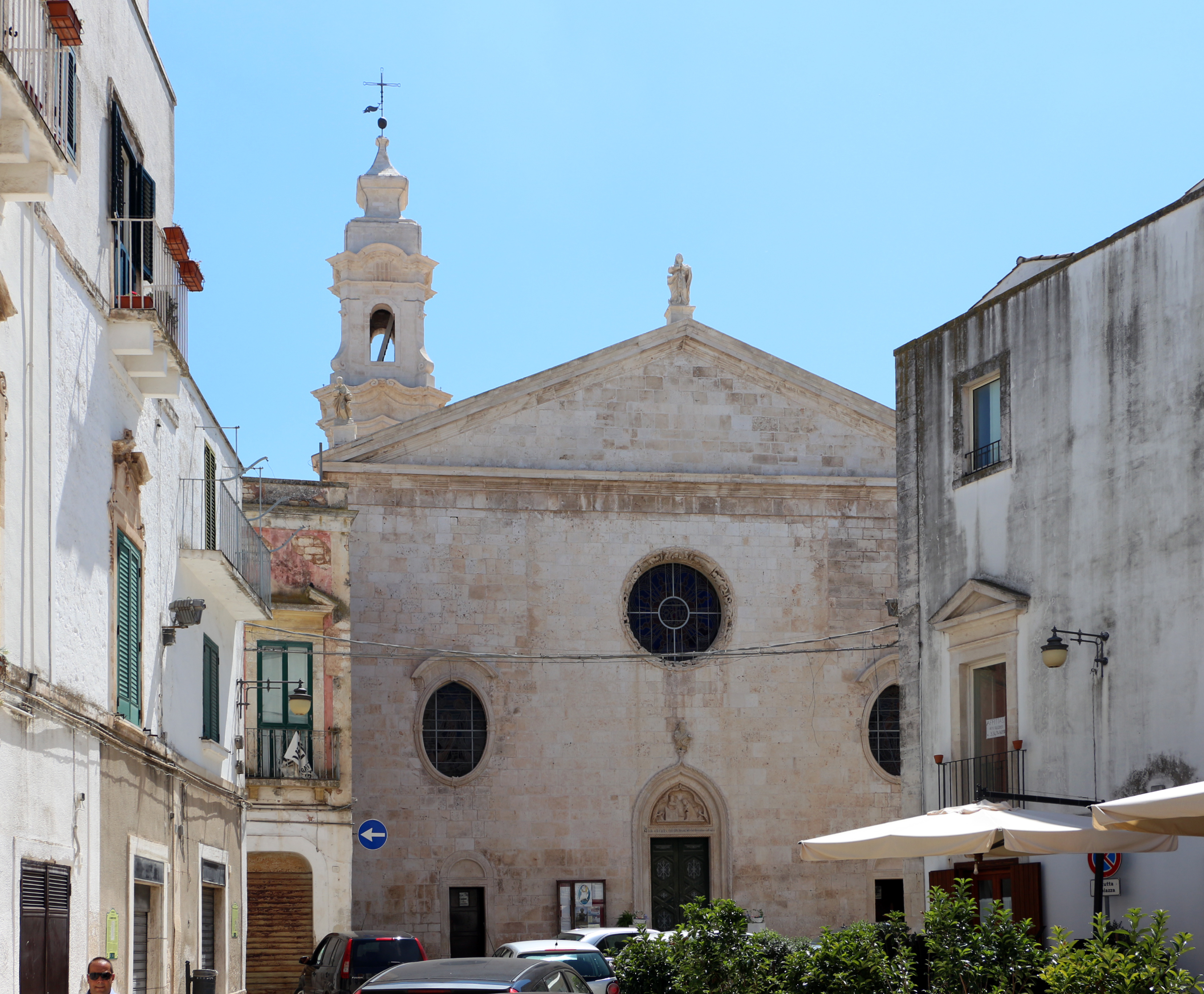
La chiesa Madre

La collegiata dedicata al culto mariano risale al XIV secolo ed ha subito radicali trasformazioni nel corso dei secoli. L'impianto trinavato risalirebbe alla prima fase di ampliamento della chiesa, certamente precedente alla dedica del 1470, anno in cui il feudatario nocese fa eseguire opere di abbellimento. L'originale struttura tipica della pieve rurale, attaccata alla torre medievale di fattura normanna, potrebbe essere stata di tipo monocellulare e a pianta centrale, disposta con orientamento sud-ovest rispetto all'attuale disposizione nord-sud. La cappella della Santissima Trinità, dedicata da Niccolò De Palma nel 1354, risale alla prima fase di edificazione della collegiata.
La chiesa ospita un fonte battesimale policromo trecentesco, stessa epoca di edificazione della chiesa, un gruppo scultoreo della Madonna in trono col Bambino più tardo (1505), attribuita all'artista locale Stefano da Putignano; un Crocifisso barocco e 14 grandi tele della Via Crucis. Le tele sono citate nei documenti di archivio della chiesa a partire dal 1745 e costituiscono una collezione con influssi caravaggeschi, probabilmente commissionata dal capitolo della chiesa al frate leccese Luigi del Santissimo Sacramento con l'obiettivo di istruire i fedeli. Tra queste si segnala una Madonna con Bambino tra san Domenico e santa Caterina da Siena, donata da tale Francesco Antonio Albanese e opera di un personalità della pittura napoletana, forse Antonio De Bellis nella sua fase matura.

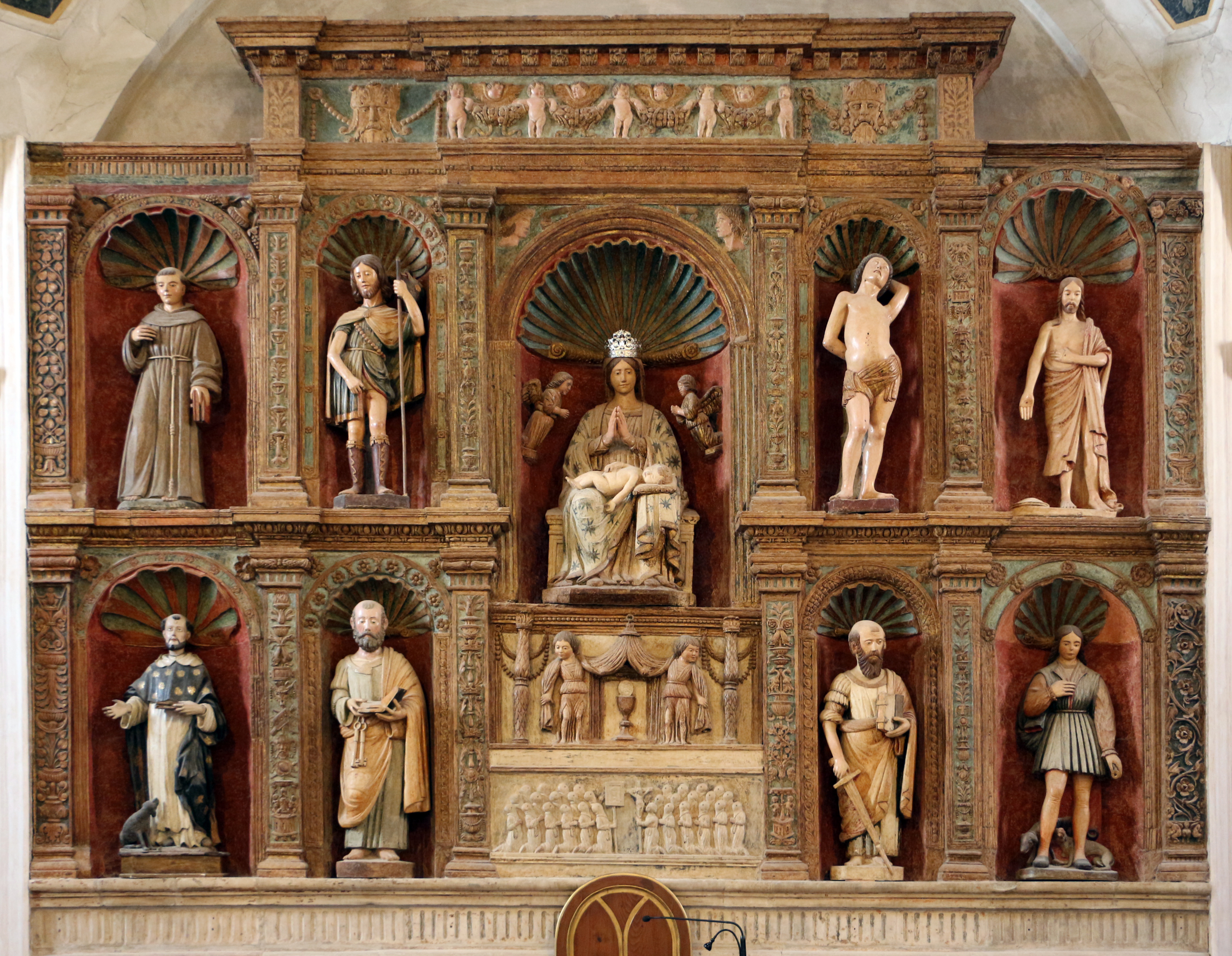
Polittico della chiesa matrice di Noci

Nel presbiterio si trova un polittico in pietra locale e legno. Commissionato dal conte di Conversano Giulio Antonio I Acquaviva d'Aragona e realizzato da Nuzzo Barba di Galatina, ospita nove statue lapidee ad esclusione di una in legno, che raffigurano la Madonna col Bambino nella parte centrale (opera forse di Stefano da Putignano), mentre nel registro superiore vi si osservano sant'Antonio da Padova, san Rocco, san Sebastiano e il Preziosissimo sangue; in quella inferiore san Domenico di Guzmán (in legno), san Pietro, san Paolo e san Vito Martire.

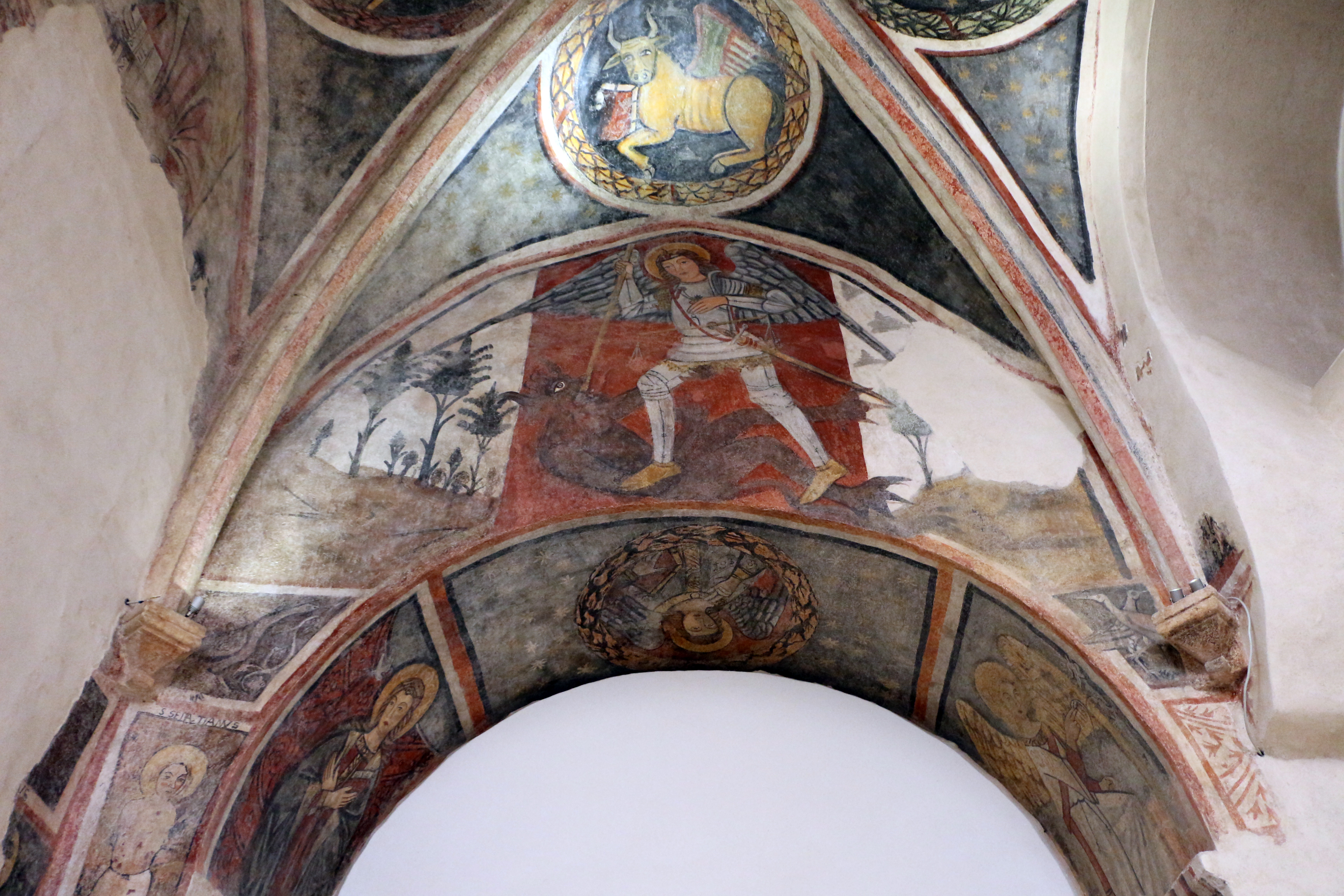
Affreschi quattrocenteschi all'interno della cappella della Natività.

Gli elementi principali della Collegiata appartengono ad epoche diverse. Il portale centrale con la lunetta raffigurante l' Incoronazione della Vergine da parte di Cristo, è di fattura tardo-gotica (riporta la data del 1470). Esso presenta un tema la cui origine, stando alla provenienza della committenza ducale (il teramese), parrebbe essere abruzzese. Secondo altri gli elementi più antichi della Chiesa farebbero pensare a una produzione salentina (con analogie riscontrate nella basilica di Santa Caterina di Galatina), per parte della moglie di Giulio Antonio, appartenente alla famiglia leccese degli Orsini del Balzo. Il rosone invece, costituito da dodici conci realizzati a bassorilievo, è di epoca poco successiva al portale. I finestroni ovoidali delle navate laterali risalgono alla ristrutturazione della facciata settecentesca e sono coevi alle statue poste in cima al timpano a mo' di acroteri (dedicate a san Vincenzo Ferrer a sinistra, all'Immacolata al centro e a un santo domenicano a destra). Il busto del Padre Eterno, stilisticamente affine al portale e al rosone, posto a coronamento della cuspide dell'arco inflesso del portale, è più tardo rispetto alla lunetta quattrocentesca. Di grande interesse infine gli affreschi quattrocenteschi presenti sulle quattro vele della volta a crociera gotica e sulle pareti della cappella della SS. Trinità, all'interno della Collegiata, che risalgono alla primissima fase di edificazione della chiesa (che era probabilmente a pianta centrale, addossata alla torre normanno-sveva).
L'antica facciata tardo-gotica della collegiata, con interventi di snaturamento dell'impianto primigenio effettuati tra la fine del XVIII secolo e gli inizi del XIX, fu modificata con l'innalzamento delle navate laterali, che furono sopraelevate e illumminate con finestroni ovali. Le colonnine circolari della chiesa quattrocentesca vennero in parte inglobate. Negli anni Venti del XIX secolo si sostituì a quello preesistente un nuovo prospetto neoclassico attraverso la costruzione di un grosso timpano che alterò il disegno originario formato da una facciata a salienti con archetti ciechi, di cui c'è traccia ancora all'interno del frontone.
Nella seconda metà del XVIII secolo è portato a termine il campanile attuale (alto 35 m) in sostituzione di quello preesistente, molto più ridotto (e probabile esito di una rifondazione di un'antica torre militare, forse di epoca normanna). A metà Ottocento è infine l'innalzamento della volta lignea della navata centrale e l'inglobamento delle colonne risalenti alla struttura gotica in nuovi pilastri lapidei.

### Abbazia della Madonna della Scala

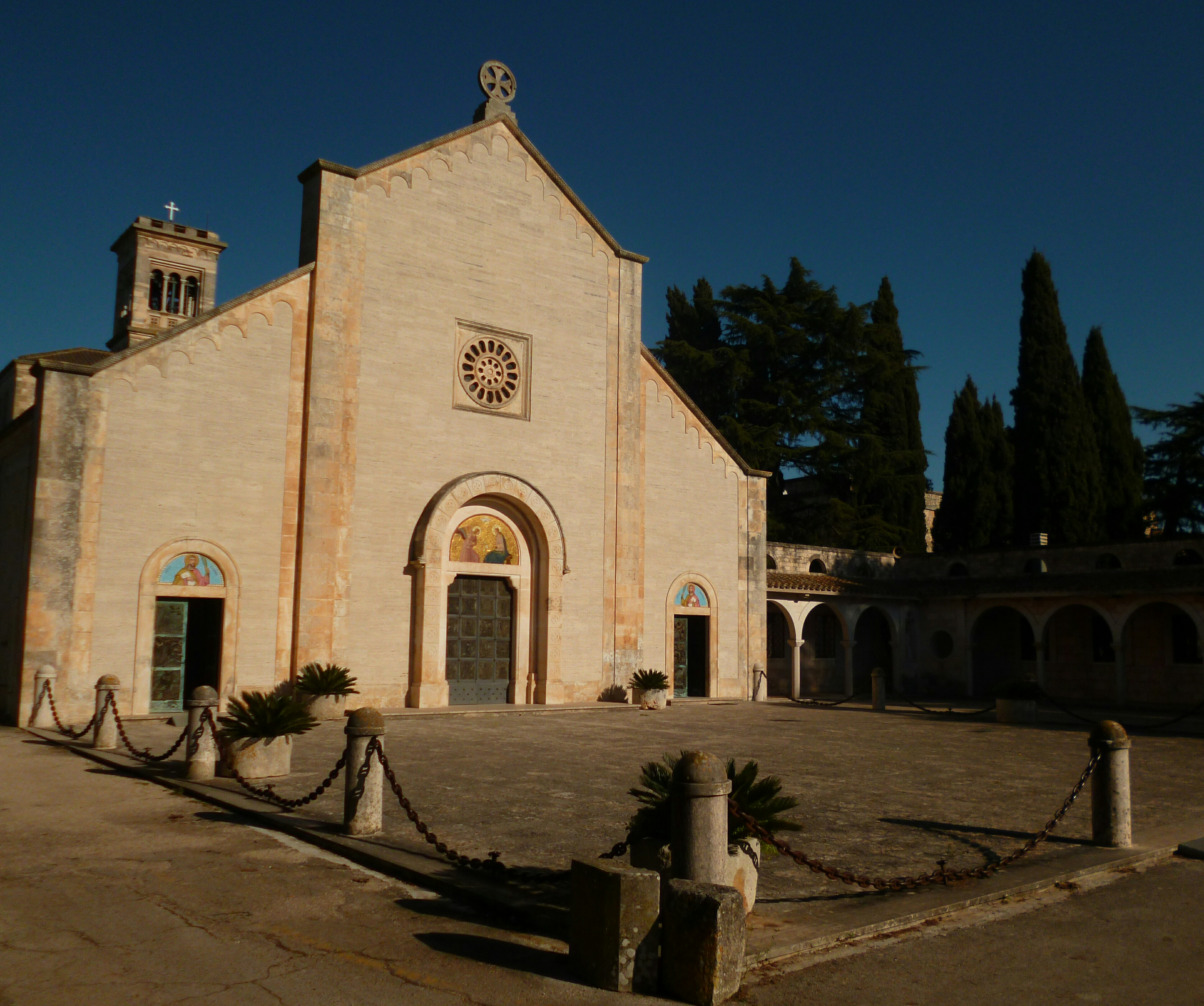
Abbazia Madonna della Scala

Il monastero benedettino della Madonna della Scala, fondato da don Emanuele Caronti, è ubicato a circa 5 km dal centro abitato in posizione panoramica su un'altura. Venne edificato nel 1930 sul luogo di un precedente monastero benedettino, di cui si conserva una chiesa romanica del XIII secolo incorporata in quella nuova edificata nel 1952.
Di particolare rilievo il portale duecentesco dell'antica chiesa con altorilievi e sculture, testimonianza della presenza benedettina sulle alture murgiane nel XIII secolo.

### Santuario della Madonna della Croce
Il santuario della Madonna della Croce è situato a 1 km dal centro abitato e risalente al XV secolo, ospita l'affresco della Madonna della Croce di autore ignoto del XV secolo, restaurato nel 1999 e nel 2020.

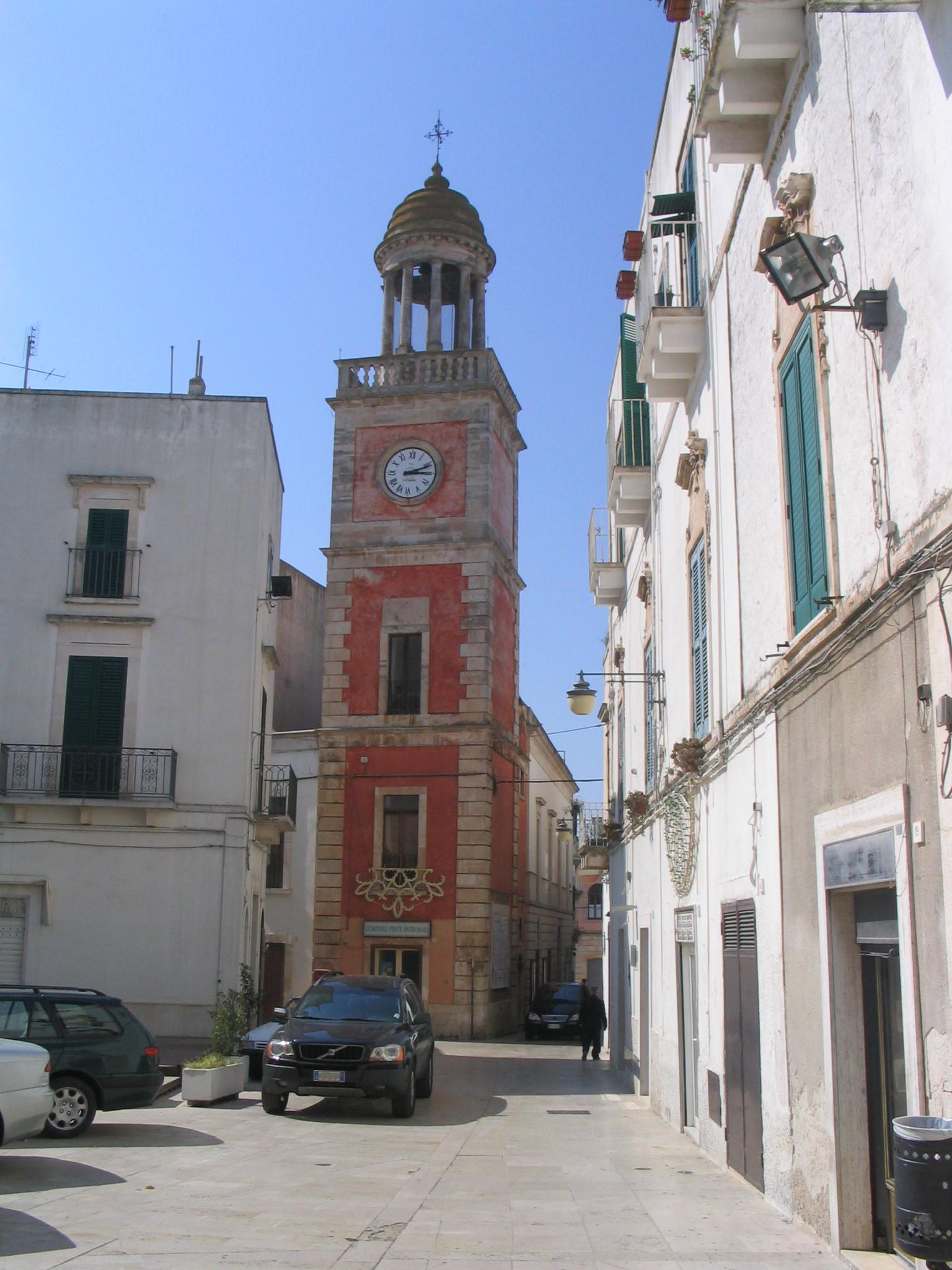
La Torre dell'Orologio

### Torre dell'orologio
La Torre civica (o Torre dell'orologio) costituisce il simbolo dell'identità civica del paese. Venne portata a termine nei primi decenni dell'Ottocento e si staglia di fronte alla collegiata nella piazza antistante a quest'ultima, centro di vita pubblico dell'antico abitato.

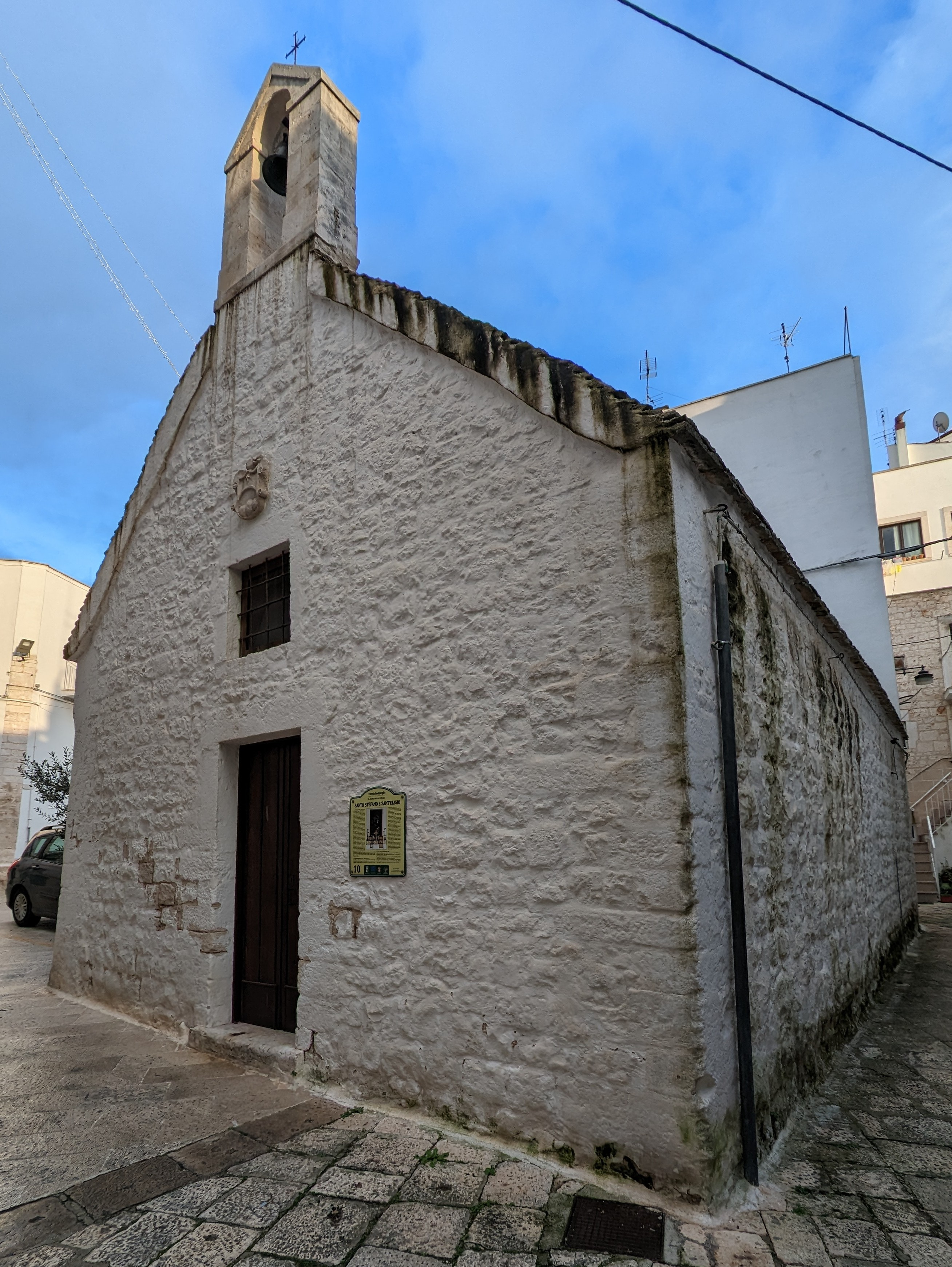
Chiesa di Santo Stefano

### Gnostre
Le gnostre (da claustrum, serratura, stesso etimo di "chiostro") sono piccoli spazi che si aprono nel centro antico di Noci tra le viuzze che lo caratterizzano, un tempo vere e proprie strade poi richiuse per far posto alla costruzione di nuove abitazioni in seguito all'incremento demografico registrato durante il XVIII secolo.
La loro peculiarità è la presenza di tre lati chiusi e di un solo lato aperto verso la strada principale. Sono dei vicoli chiusi che sfruttano l'interspazio tra le abitazioni circostanti per determinare un'area che è al tempo stesso semi-pubblica e semi-privata.

## Società

### Evoluzione demografica
Abitanti censiti

#### Demografia dalle origini
All’arrivo degli aragonesi nel 1442, il paese conta meno di mille abitanti. Circa un secolo dopo,  nel 1545, si censiscono circa 3 000 abitanti; nel 1606 si tocca quota 4000, per poi calare arrivando ai 3 200 abitanti del 1705, salendo notevolmente nel 1775 in cui si contano 6 879 persone, arrivando a fine XVIII secolo con più di 8 200 abitanti. Dopo un calo nei primi 15 anni del XIX secolo, principalmente a causa del colera, i popolani nel 1853 sono in numero stabile sugli 8100, mentre ad inizio Novecento si raggiungono le 12 000 unità.

### Tradizioni e folclore
- Riti della Settimana santa: processione dei Misteri (Domenica delle Palme) e processione del Cristo di Casaboli (Venerdì santo)[33].
- Festa di Santa Maria della Croce, protettrice di Noci: dal 30 aprile al 4 maggio
- Festa patronale di San Rocco: festa liturgica il 16 agosto e 1ª domenica di settembre. La domenica successiva si tiene l'omonima fiera
- Festa della Madonna del Rosario e dei Ss. Medici Cosma e Damiano: 2ª domenica di ottobre[34]

## Cultura

### Eventi
- Nocicortinfestival, festival internazionale di cortometraggi in collaborazione con la Beijing Film Academy, con l'HollyShorts Film Festival e sette accademie di cinema europee: si è tenuto dal 2006 al 2014[35][36] per poi riprendere dal 2024.

- Bacco nelle Gnostre, Sagra e Festa popolare Autunnale tradizionale

## Economia

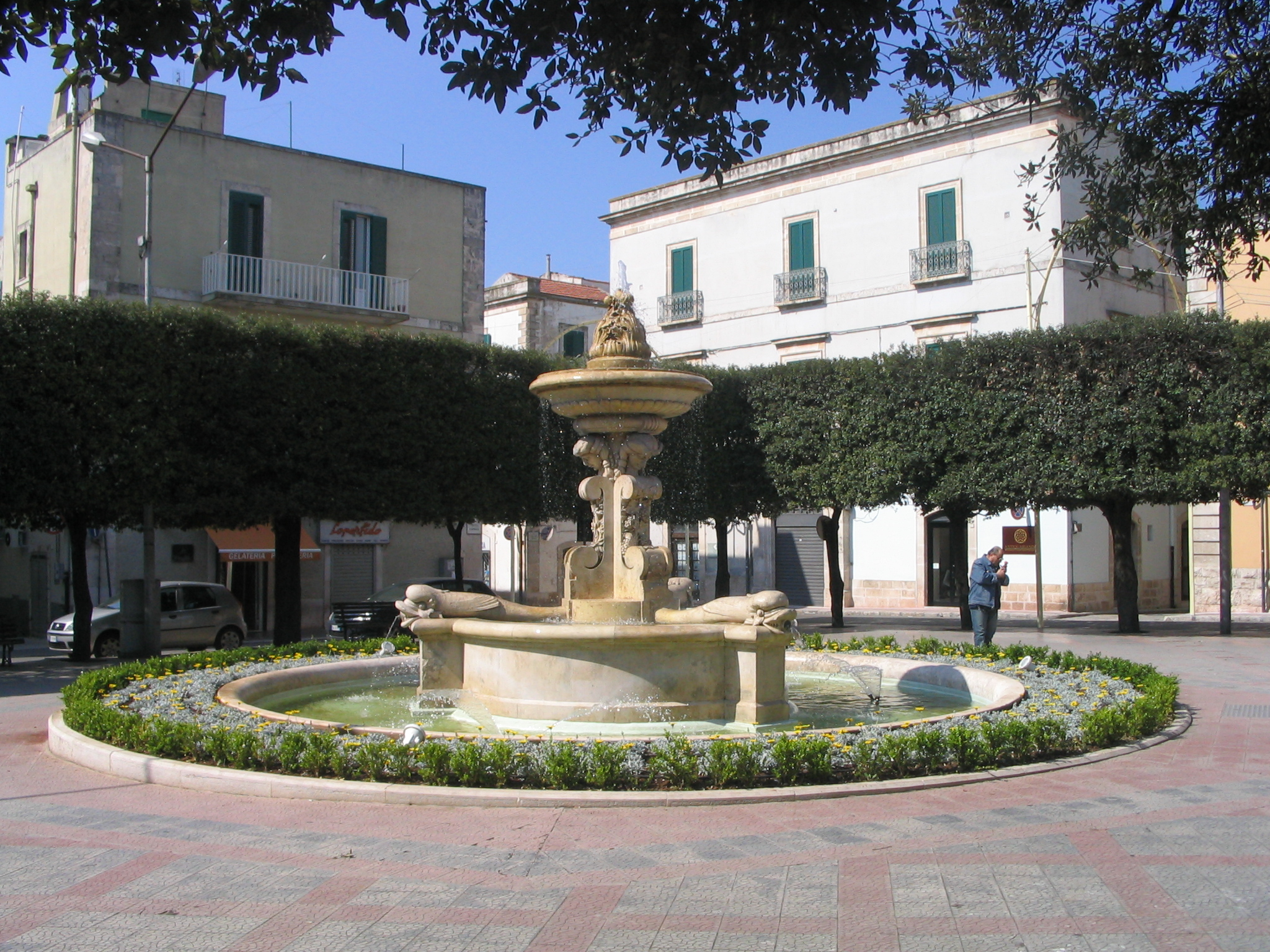
Fontana monumentale in piazza Garibaldi.

Nell'ambito dell'economia del paese sono rappresentati, complessivamente, tutti i settori produttivi: agricolo, industriale, artigianale e terziario
Una posizione di rilievo è occupata dalle imprese delle costruzioni edili e da quelle del trattamento delle acque. Dalla vocazione zootecnica trae impulso il comparto agro-alimentare: i caseifici producono la celebre mozzarella “treccina” e i salumifici confezionano la famosa “coppa Murgia”; sviluppato è il polo del cioccolato. Sviluppate in egual misura sono le aziende manifatturiere del settore tessile e dell'abbigliamento.
Una parte ristretta degli abitanti nocesi risiede stabilmente nella zona rurale, in aziende a conduzione familiare spesso totalmente meccanizzate. La maggior parte degli addetti si dedica all'allevamento del bestiame, in maniera particolare bovino. La popolazione residente attiva in condizione professionale, che costituisce il 37% della popolazione totale, è occupata per il 32% nell'industria, per il 16% nell'agricoltura e per il 52% nel terziario o in altre attività.
Relativamente alle fasce di reddito, i nocesi si collocano nella posizione di larga maggioranza in quella tra i 15 000 e i 26 000 euro (da 15 000 a 20 000 il 24,6%, da 20 000 a 26 000 il 34,0%). La fascia 26 000-33 050 è occupata dal 13,6% dei nocesi, quella dai 33 500 a 40 000 dal 6,8%, mentre quella oltre i 100 000 rappresenta il 6 % dei percepenti reddito. L'3,6% dei nocesi ha un reddito che va dai 1 000 ai 10 000 euro.

## Infrastrutture e trasporti
A Noci si accede attraverso diverse strade provinciali: da Putignano (6 km), da Alberbello (10 km), da Mottola (20 km), da Gioia del Colle (18 km), da Martina Franca (24 km), da Massafra (28 km), da Castellaneta (25 km) e da Fasano (30 km). La città è dotata di un'ampia circonvallazione, anello stradale che consente di aggirare il centro urbano, dotato di svincoli in più punti al fine di immettervisi dalla variante alla Strada provinciale 237 delle Grotte e dalla strada provinciale 237.
Noci è servita inoltre da un collegamento di strade ferrate tramite una stazione delle Ferrovie del Sud Est (linea Bari-Taranto), dal 1905. Le stazioni attigue sono Alberobello e Putignano, centro di congiunzione delle vie ferroviarie per Conversano e Casamassima.

## Amministrazione
Di seguito è presentata una tabella relativa alle amministrazioni che si sono succedute in questo comune.
| Periodo          | Periodo          | Primo cittadino     | Partito                          | Carica              | Note   |
| ---------------- | ---------------- | ------------------- | -------------------------------- | ------------------- | ------ |
| 3 gennaio 1989   | 14 agosto 1990   | Pasquale Gentile    | Democrazia Cristiana             | Sindaco             | [ 39 ] |
| 14 agosto 1990   | 10 marzo 1993    | Cesareo Putignano   | Democrazia Cristiana             | Sindaco             | [ 39 ] |
| 10 marzo 1993    | 17 novembre 1993 | Vittorino Curci     | Partito Socialista Italiano      | Sindaco             | [ 39 ] |
| 17 novembre 1993 | 17 gennaio 1994  | Alfonso Magnatta    |                                  | Comm. pref.         | [ 39 ] |
| 27 giugno 1994   | 25 maggio 1998   | Nicola Bauer        | Polo per le Libertà              | Sindaco             | [ 39 ] |
| 25 maggio 1998   | 12 novembre 1998 | Nicola Bauer        | Polo per le Libertà              | Sindaco             | [ 39 ] |
| 12 novembre 1998 | 27 giugno 1999   | Mario Volpe         |                                  | Comm. straordinario | [ 39 ] |
| 4 luglio 1999    | 29 marzo 2002    | Giulia Basile       | Partito Popolare Italiano        | Sindaco             | [ 39 ] |
| 7 maggio 2002    | 27 maggio 2003   | Luigi Varratta      |                                  | Comm. straordinario | [ 39 ] |
| 27 maggio 2003   | 15 aprile 2008   | Pietro Liuzzi       | Forza Italia                     | Sindaco             | [ 39 ] |
| 15 aprile 2008   | 19 febbraio 2013 | Pietro Liuzzi       | Il Popolo della Libertà          | Sindaco             | [ 39 ] |
| 19 febbraio 2013 | 21 giugno 2013   | Francesco Minervini |                                  | Comm. pref.         | [ 39 ] |
| 21 giugno 2013   | 25 giugno 2018   | Domenico Nisi       | Partito Democratico              | Sindaco             | [ 39 ] |
| 25 giugno 2018   | 29 maggio 2023   | Domenico Nisi       | Partito Democratico              | Sindaco             |        |
| 29 maggio 2023   | in carica        | Francesco Intini    | Lista civica "Noci in movimento" | Sindaco             |        |

### Gemellaggi
- Târgu Jiu
- Bratislava
- Nizza
- Zante

## Sport

### Pallamano
Lo sport principale è la pallamano, rappresentato dalla società Pallamano Noci, nata nel 1976, che in passato ha partecipato al campionato di Serie A1. Nella stagione 2023-24, è inserita nel gruppo C di Serie A Bronze.

### Calcio
La squadra di calcio locale, è la Polisportiva Noci che nella stagione 2023-24 milita nel girone B di Prima Categoria. È stata affiliata al Vicenza e rifondata nel 2008, avendo raggiunto in passato come massimo risultato la serie D.

### Futsal
La principale squadra di calcio a 5 è la Futsal Noci (in precedenza ASD Noci Calcio a 5) che partecipa nel girone G di Serie B 2023-24.

### Danza
La scuola di danza Odile ha vinto il secondo posto assoluto nella categoria "danza contemporanea” al Campionato Nazionale 2024 CSEN Danza – Danza Moderna e Contemporanea e Trofeo Lyrick Danza Classica.